# Слуп (Яворський повіт)
Слуп (пол. Słup, нім. Schlaup) — село в Польщі, у гміні Менцинка Яворського повіту Нижньосілезького воєводства.
Населення — 231 особа (2011).
У 1975-1998 роках село належало до Легницького воєводства.

## Демографія
Демографічна структура станом на 31 березня 2011 року:
|          | Загалом | Допрацездатний вік | Працездатний вік | Постпрацездатний вік |
| -------- | ------- | ------------------ | ---------------- | -------------------- |
| Чоловіки | 118     | 19                 | 87               | 12                   |
| Жінки    | 113     | 21                 | 68               | 24                   |
| Разом    | 231     | 40                 | 155              | 36                   |

## Відомі особистості
В поселенні народилась:
- Марія Ковнацька (1894—1982) — польська письменниця, перекладачка з російської мови, авторка дитячих п'єс та радіопередач, вчителька, бібліотекарка.